# Eduard Stephani

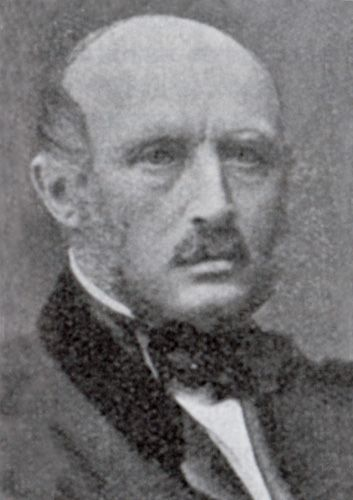
Eduard Stephani

Martin Eduard Stephani (* 29. Oktober 1817 in Beucha; † 13. August 1885 in Leipzig) war ein sächsischer und deutscher nationalliberaler Politiker und Vizebürgermeister von Leipzig.

## Leben
Stephani besuchte ein Gymnasium in Leipzig und – wie sein älterer Bruder Ludolf – die Fürstenschule in Grimma. Anschließend studierte er von 1836 bis 1841 Rechtswissenschaften an der Universität Leipzig und promovierte 1842 zum Dr. jur. Danach arbeitete er in Leipzig als Rechtsanwalt.
Er schloss sich dem liberalen Kreis der „Maikäfer“ an. Er entwickelte sich im Vormärz zu einem der maßgeblichen Vertreter des gemäßigten Liberalismus in Leipzig. Ab 1848 gehörte er der dortigen Stadtverordnetenversammlung an. Er leitete auch den örtlichen Gustav-Adolf Verein. Ab 1865 war er Vizebürgermeister. Diese Position behielt er bis 1874. Unter anderem hat er sich um die Gründung verschiedener gemeinnütziger Einrichtungen, wie das 1872 eröffnete Johannishospital verdient gemacht. Stephani war zwischen 1868 und 1874 auch Mitglied des Kirchenvorstandes der Thomaskirche. Er war auch Mitglied der Freimaurerloge Minerva.
Im Jahr 1867 wurde er Mitglied des Reichstages des Norddeutschen Bundes und hat unter anderem beim Zustandekommen des Unterstützungswohnsitzgesetzes eine Rolle gespielt. Zwischen 1871 und 1884 gehörte Stephani dem Reichstag des Kaiserreiches als Mitglied der Nationalliberalen Fraktion an. Er war Mitglied der Budget- und der Militärkommission. Zwischen 1878 und 1884 war er Vorsitzender der Petitionskommission. Er vertrat dabei den Wahlkreis Leipzig.
Er war dabei am Zustandekommen des Jesuitengesetzes von 1872 im Zusammenhang mit der Kulturkampfgesetzgebung beteiligt. Auch bei dem Zustandekommen der Invalidenversicherung von 1873 und des Militärgesetzes von 1874 war er beteiligt. Im Zuge der Beratungen zum Sozialistengesetz befürchtete Stephani, dass eine direkte Konfrontation mit Otto von Bismarck in dieser Sache eine Gefahr für die nationalliberale Partei bedeuten könnte. Er drängte daher Rudolf von Bennigsen dazu, sich gegen den Konflikt mit Bismarck einzusetzen.
Von 1877 bis 1883 war er Abgeordneter des Wahlkreises Leipzig 2 in der zweiten Kammer des Sächsischen Landtages. Lange Zeit gehörte er dem Vorstand der nationalliberalen Partei an. Er galt als einer der Führer der Nationalliberalen in Sachsen.
Stephani wurde im Jahr 1874 zum Ehrenbürger von Leipzig ernannt. Der nationalliberale Publizist Friedrich Boettcher veröffentlichte 1887 eine Biografie über Stephani. Ihm zu Ehren gibt es seit dem Jahr 1900 in Leipzig den Stephaniplatz.

## Familiäres

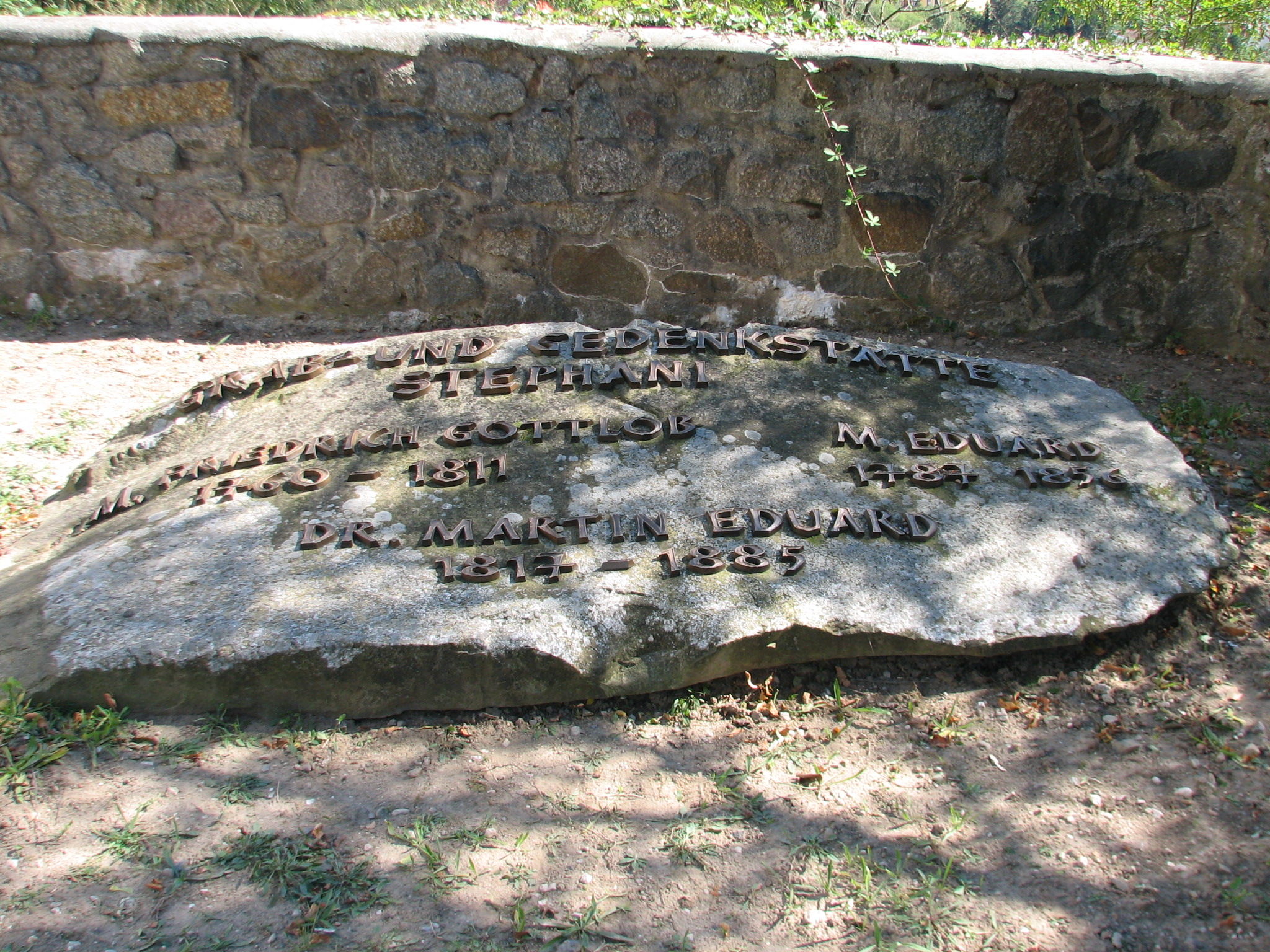
Grab- und Gedenkstätte nahe der Bergkirche Beucha für 3 × Stephani: den Großvater, den Vater (beide einst Pfarrer zu Beucha) und den Sohn Eduard Stephani

Eduard Stephani war Sohn des gleichnamigen protestantischen Pfarrers der Bergkirche Beucha, Eduard Stephani, und Bruder von Ludolf Stephani (1816–1887), Klassischer Archäologe.
Sowohl sein Großvater als auch sein Vater waren zeit ihres Lebens Pfarrer der Bergkirche Beucha:
Friedrich Gotthold Stephani (1760–1811) studierte an der Universität Leipzig ab 1779, wurde Magister und wirkte von 1785 bis 1811 als Pfarrer von Beucha. Dessen Sohn Eduard Stephani (1787–1856) war von 1800 bis 1805 Fürstenschüler in Grimma, studierte ab 1805 an der Universität Leipzig, erwarb 1818 den Grad des Magisters, wurde 1810 Katechet in Leipzig St. Petri und wirkte von 1811 bis 1856 als Nachfolger des Vaters als Pfarrer in Beucha.
Nahe der Kirche erinnert eine Grab- und Gedenkstätte an drei Generationen Stephani.